# Esmeralda Mallada
Esmeralda Mallada   (Montevideo, 10 de gener de 1937 - Montevideo, 12 de setembre de 2023) és una astrònoma i professora uruguaiana. Per les seves aportacions en astronomia ha estat homenatjada amb la designació del seu cognom a un asteroide.

## Trajectòria professional
Esmeralda Mallada va ser alumna de cosmografia amb el professor Alberto Pochintesta. A la Facultat d'Enginyeria de la Universitat de la República (UdelaR) va ser companya de Gladys Vergara, qui la va ajudar a preparar el concurs per a professora de cosmografia d'Educació Secundària. Des dels 21 anys va ser professora de cosmografia i matemàtiques en Educació Secundària. Actualment està jubilada. També va impartir classes a la Facultat de Ciències de la Universitat de la República, on es va graduar com a Llicenciada en Astronomia.
El 16 d'octubre de 1952, per invitació de Pochintesta, va ser una de les fundadores de l'Associació d'Aficionats a l'Astronomia (AAA) a l'Uruguai, i a partir de 2015 va passar a actuar com a presidenta honorífica.
El Comitè de Designació de Cossos Menors del Minor Planet Center, pertanyent a la Unió Astronòmica Internacional va designar amb el seu nom l'asteroide que orbita entre Mart i Júpiter, el (16277) Mallada. És el primer asteroide a portar el nom d'una dona astrònoma uruguaiana.

## Publicacions
Alguns dels treballs publicats per Mallada juntament amb Julio A. Fernández són:
- Distribution of Binding Energies in Wide Binaries.
- Potencial sources of terrestrial water close to Jupiter.
- Dynamical Evolution of Wide Binaries.[7]